# Segunda División 2016-2017 (Spagna)
La stagione 2016-2017 della Segunda División (detta Liga Adelante per ragioni di sponsorizzazione) è l'86ª edizione del campionato di calcio spagnolo di seconda divisione. La stagione regolare è cominciata il 19 agosto 2016. Dopo questa, è prevista una fase di play-off per decidere la terza promozione in Liga, suddivisa in semifinali e finali, che vengono disputate in sfide di andata e ritorno. Al contrario, le quattro retrocessioni in Segunda División B sono tutte dirette e non prevedono spareggi.
L'anno precedente il torneo è stato vinto dal Deportivo Alavés.

## Stagione

### Novità
Le squadre promosse nella stagione precedente sono state Alavés, Leganés e Osasuna; prendono il loro posto dalla Primera División Rayo Vallecano, Getafe e Levante.
Sono state condannate invece alla retrocessione in Segunda División B l'Athletic Bilbao B dopo un solo anno, l'Albacete, la Llagostera e la Ponferradina. Le sostituiscono dalla terza divisione Cadice, Sevilla B, Reus Deportiu e UCAM Murcia.

### Formula
Al torneo partecipano 22 squadre che si sfidano in un girone all'italiana secondo la struttura più consueta dei campionati calcistici moderni. Ogni partecipante deve sfidare tutti gli altri per due volte: la prima nel girone d'andata, l'altra nel girone di ritorno. L'ordine in cui vengono affrontate le altre squadre è stabilito dal calendario, il quale stabilisce tutte le partite d'andata che verranno ripetute nello stesso ordine al ritorno, con l'inversione però del terreno di gioco. Vengono assegnati tre punti per la vittoria, uno per il pareggio e zero per la sconfitta, indipendentemente dal fattore campo.
Successivamente vengono disputati i play-off, concessi alle squadre che si sono piazzate tra la terza e la sesta posizione al termine della stagione regolare. Quella meglio classificata affronta l'ultima che ha conquistato un posto utile per garantirsi l'accesso alle eliminatorie, mentre la quarta e la quinta si sfidano tra di loro. I vincenti di questi incontri, che vengono stabiliti su match di andata e ritorno, si affrontano nella cosiddetta finale play-off, che determinerà la terza squadra che potrà aver accesso, nella stagione successiva, in Primera División.
Retrocedono invece le ultime quattro squadre classificatesi al termine dell'ultima giornata di ritorno.

## Squadre partecipanti
| Club              | Città                  | Stadio                              | Stagione precedente                        |
| ----------------- | ---------------------- | ----------------------------------- | ------------------------------------------ |
| Almería           | Almería                | Estadio de los Juegos Mediterráneos | 18º in Segunda División                    |
| Alcorcón          | Alcorcón               | Santo Domingo                       | 7º in Segunda División                     |
| Cadice            | Cadice                 | Estadio Ramón de Carranza           | Promosso ai play-off di Segunda División B |
| Córdoba           | Cordova                | Stadio Nuevo Arcángel               | 5º in Segunda División                     |
| Elche             | Elche                  | Estadio Manuel Martínez Valero      | 11º in Segunda División                    |
| Getafe            | Getafe                 | Alfonso Pérez                       | 19º in Primera División                    |
| Girona            | Girona                 | Montilivi                           | 4º in Segunda División                     |
| Gimnàstic         | Tarragona              | Nou Estadi                          | 3º in Segunda División                     |
| Huesca            | Huesca                 | Estadio El Alcoraz                  | 13º in Segunda División                    |
| Levante           | Valencia               | Ciutat de Valencia                  | 20º in Primera División                    |
| Lugo              | Lugo                   | Anxo Carro                          | 14º in Segunda División                    |
| Maiorca           | Palma di Maiorca       | Iberostar Estadi                    | 17º in Segunda División                    |
| Mirandés          | Miranda de Ebro        | Municipal de Anduva                 | 15º in Segunda División                    |
| Numancia          | Soria                  | Los Pajaritos                       | 10º in Segunda División                    |
| Rayo Vallecano    | Madrid                 | Campo de Vallecas                   | 18º in Primera División                    |
| Real Oviedo       | Oviedo                 | Estadio Carlos Tartiere             | 9º in Segunda División                     |
| Real Valladolid   | Valladolid             | Estadio Municipal José Zorrilla     | 16º in Segunda División                    |
| Reus              | Reus                   | Camp Nou Municipal                  | Promosso ai play-off di Segunda División B |
| Saragozza         | Saragozza              | La Romareda                         | 8º in Segunda División                     |
| Siviglia Atlético | Siviglia               | Estadio Ciudad Deportiva            | Promosso ai play-off di Segunda División B |
| Tenerife          | Santa Cruz de Tenerife | Heliodoro Rodríguez López           | 12º in Segunda División                    |
| UCAM Murcia       | Murcia                 | Estadio de La Condomina             | Promosso ai play-off di Segunda División B |

## Classifica finale
|  | Pos. | Squadra           | Pt | G  | V  | P  | S  | GF | GS | DR  |
|  | ---- | ----------------- | -- | -- | -- | -- | -- | -- | -- | --- |
|  | 1.   | Levante           | 84 | 42 | 25 | 9  | 8  | 57 | 33 | +24 |
|  | 2.   | Girona            | 70 | 42 | 20 | 10 | 12 | 65 | 45 | +20 |
|  | 3.   | Getafe            | 68 | 42 | 18 | 14 | 10 | 55 | 43 | +12 |
|  | 4.   | Tenerife          | 66 | 42 | 16 | 18 | 8  | 50 | 38 | +12 |
|  | 5.   | Cadice            | 64 | 42 | 16 | 16 | 10 | 55 | 40 | +15 |
|  | 6.   | Huesca            | 63 | 42 | 16 | 15 | 11 | 53 | 43 | +10 |
|  | 7.   | Real Valladolid   | 63 | 42 | 18 | 9  | 15 | 52 | 47 | +5  |
|  | 8.   | Real Oviedo       | 61 | 42 | 17 | 10 | 15 | 47 | 46 | +1  |
|  | 9.   | Reus              | 55 | 42 | 13 | 16 | 13 | 31 | 29 | +2  |
|  | 10.  | Lugo              | 55 | 42 | 14 | 13 | 15 | 50 | 52 | -2  |
|  | 11.  | Córdoba           | 55 | 42 | 14 | 13 | 15 | 42 | 52 | -10 |
|  | 12.  | Rayo Vallecano    | 53 | 42 | 14 | 11 | 17 | 44 | 44 | 0   |
|  | 13.  | Siviglia Atlético | 53 | 42 | 13 | 14 | 15 | 55 | 56 | -1  |
|  | 14.  | Gimnàstic         | 52 | 42 | 12 | 16 | 14 | 47 | 51 | -4  |
|  | 15.  | Almería           | 51 | 42 | 14 | 9  | 19 | 44 | 49 | -5  |
|  | 16.  | Saragozza         | 50 | 42 | 12 | 14 | 16 | 50 | 52 | -2  |
|  | 17.  | Numancia          | 50 | 42 | 11 | 17 | 14 | 40 | 49 | -9  |
|  | 18.  | Alcorcón          | 50 | 42 | 13 | 11 | 18 | 32 | 43 | -11 |
|  | 19.  | UCAM Murcia       | 48 | 42 | 11 | 15 | 16 | 42 | 51 | -9  |
|  | 20.  | Maiorca           | 45 | 42 | 9  | 18 | 15 | 42 | 50 | -8  |
|  | 21.  | Elche             | 43 | 42 | 11 | 10 | 21 | 49 | 63 | -14 |
|  | 22.  | Mirandés          | 41 | 42 | 9  | 14 | 19 | 40 | 66 | -26 |

Legenda:

      Promosse in Primera División 2017-2018
 Qualificate ai play-off promozione
      Retrocesse in Segunda División B 2017-2018
Note:

Tre punti a vittoria, uno a pareggio, zero a sconfitta.
In caso di arrivo di due squadre a pari punti, la graduatoria verrà stilata in base all'ordine dei seguenti criteri:
- Differenza reti negli scontri diretti
- Differenza reti generale
- Reti realizzate in generale

In caso di arrivo di tre o più squadre a pari punti, la graduatoria verrà stilata in base all'ordine dei seguenti criteri:
- Punti negli scontri diretti (classifica avulsa)
- Differenza reti negli scontri diretti
- Differenza reti generale
- Reti realizzate in generale
- Classifica fair-play stilata a inizio stagione

Nel caso un criterio escluda solamente alcune delle squadre, senza quindi determinare l'ordine completo, tali squadre vengono escluse dal criterio successivo, rimanendo così senza possibilità di posizionarsi meglio.

### Verdetti
- Levante,  Girona e, dopo i play-off,  Getafe promossi in Primera División 2017-2018.
- Mirandés,  Elche,  Maiorca e  UCAM Murcia retrocessi in Segunda División B 2017-2018.

## Play-off

### Tabellone
|  | Semifinali | Semifinali | Semifinali | Semifinali | Semifinali |  |  | Finale | Finale   | Finale | Finale | Finale |  |
|  |            |            |            |            |            |  |  |        |          |        |        |        |  |
|  | 5          | Cadice     | 1          | 0          | 1          |  |  |        |          |        |        |        |  |
|  | 4          | Tenerife   | 0          | 1          | 1          |  |  | 4      | Tenerife | 1      | 1      | 2      |  |
|  | 6          | Huesca     | 2          | 0          | 2          |  |  | 3      | Getafe   | 0      | 3      | 3      |  |
|  | 3          | Getafe     | 2          | 3          | 5          |  |  |        |          |        |        |        |  |

Note:
Incontri di andata e ritorno.
Il vincitore viene determinato in base all'ordine dei seguenti criteri:
- Miglior differenza reti a favore al termine dei tempi regolamentari
- Maggior numero di reti fuori casa al termine dei tempi regolamentari
- Miglior differenza reti a favore al termine dei tempi supplementari
- Maggior numero di reti fuori casa al termine dei tempi supplementari
- Miglior posizione raggiunta in campionato